# Károlyi Gyula (politikus, 1907–1942)
Ifjabb nagykárolyi gróf Károlyi Gyula Lipót Imre Alajos György (Nagymágocs, 1907. május 12. – Ráckeve, 1942. szeptember 2.) gépészmérnök, a Károlyi család tagja és Horthy Paulette férje volt. A mérsékelt politika, a fennálló alkotmányos rend, az angolszász orientáció híve volt és a szélsőjobboldal, valamint a németbarát politika ellen foglalt állást. Sokan őt tartották esélyesnek a kormányzóhelyettesi tisztségre Horthy István halála után, mivel a kormányzó bizalmasa volt. Emellett katolikus lévén bizonyos katolikus politikai körök is szívesen látták volna, azonban Horthy Istvánhoz hasonlóan ő is repülőgépszerencsétlenségben hunyt el.

## Élete

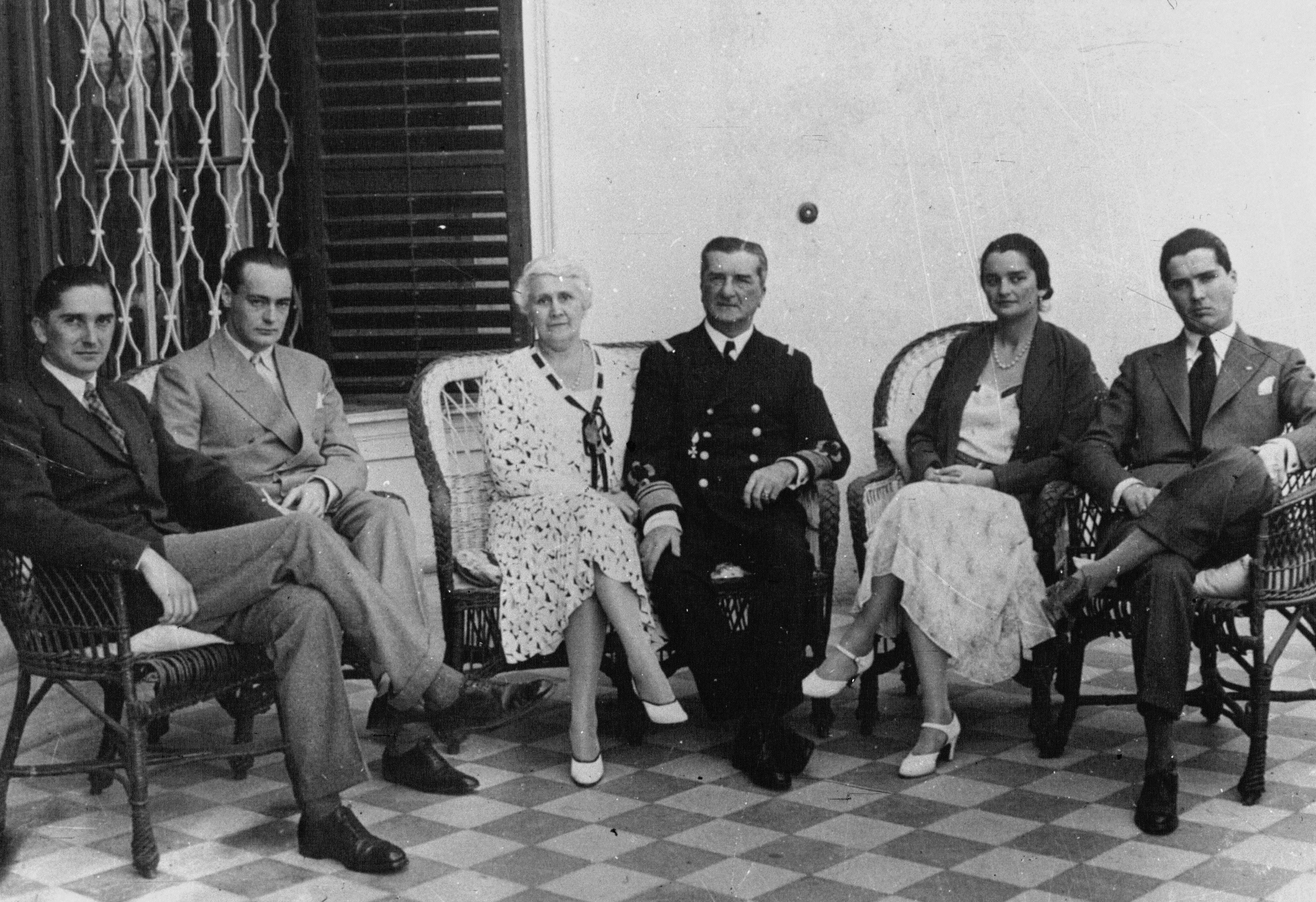
Horthy István, ifj. Károlyi Gyula, Horthy Miklósné, Horthy Miklós, Horthy Paulette, ifj. Horthy Miklós

Ifjabb gróf Károlyi Gyula 1907. május 12-én született Nagymágocson. Édesapja gróf Károlyi Imre földbirtokos volt, aki emellett bankár, az Angol-Magyar Bank elnöke, császári és királyi kamarás, valamint 1927 és 1932 között felsőházi tag volt. Édesanyja gróf Károlyi Zsófia volt. Gyula a József Nádor Műszaki Egyetemen szerzett gépészmérnöki diplomát 1929-ben. 1930. február 14-én összeházasodott Horthy Miklós kormányzó lányával Horthy Paulette-el. Az 1930-as években az Angol-Magyar Bank, majd az utódjának számító Magyar Bank és Kereskedelmi Rt. igazgatótanácsának tagja volt. Gépészmérnöki diplomájának megszerzése után a Ganz-Danubius Gépgyár mérnöke, majd 1935-ben igazgatóhelyettese lett. 1939-től a Danubia Fegyver- és Gépgyár Rt. műszaki igazgatói, 1940-től pedig a vezérigazgatói pozícióját töltötte be.
1940-ben elnyerte a Magyar Érdemrend középkeresztjét. Károlyi Gyula érdeklődést mutatott a technikai sportok iránt. Sikeres vitorlázó- és motorosrepülő vizsgát tett. Több repülőszervezet tevékenységében is részt vett. Megválasztották a Budapesti Sportrepülő Egyesület társelnökévé, majd a Magyar Aero Szövetség elnökévé 1942. június 25-én.
A kormánypártban politizált és a szélsőjobboldal, valamint a németbarát politika ellen foglalt állást. A mérsékelt politika, a fennálló alkotmányos rend és az angolszász orientáció híve volt. Felesége halála (1940) után is szoros kapcsolatot tartott fenn a Horthy családdal. Horthy István közeli barátja volt, aki végrendeletében ráhagyta magánrepülőgépét, őt jelölte ki végrendelete végrehajtójának, valamint beleszólást adott neki fia neveltetésébe is .
Sokan őt tartották esélyesnek a kormányzóhelyettesi tisztségre Horthy István halála után, mivel a kormányzó bizalmasa volt, emellett katolikus lévén bizonyos katolikus politikai körök is szívesen látták volna (a Horthy család református volt). 1942 őszén Károlyi Gyula megkezdte katonai szolgálatát a légierőnél. Horthy Istvánhoz hasonlóan a keleti fronton szeretett volna csapatszolgálatot teljesíteni. 1942. szeptember 2-án egy gyakorló repülés alkalmával oktatójával Ráckeve mellett a Dunába zuhant. Holttestére napokkal később találták rá. Kenderesen, felesége mellett, a Horthy család kriptájában helyezték örök nyugalomra.
Holttestét a ráckevei katolikus templomban ravatalozták fel.